# Киселево (Рязанский район)
Киселево — деревня в Рязанском районе Рязанской области. Входит в Подвязьевское сельское поселение.

## География
Находится в северо-западной части Рязанской области на расстоянии приблизительно 13 км на запад-юго-запад по прямой от вокзала станции Рязань II.

## История
Уже была отмечена на карте 1797 года. На карте 1850 года показана как поселение с 23 дворами. В 1859 году здесь (тогда деревня Рязанского уезда Рязанской губернии) было учтено 32 двора , в 1897 — 82.

## Население
Численность населения: 257 человек (1859 год), 598 (1897), 74 в 2002 году (русские 97 %), 103 в 2010.